# Blåtonat rödblad
Blåtonat rödblad (Phyllophora pseudoceranoides) är en flerårig rödalg. Algen kan bli 5-10 centimeter.
I Östersjön, där bålen är förkrympt på grund av den låga salthalten, har den en blåröd, smal till trådformig bål. Den kan förväxlas med kilrödblad men denna art är röd till rödbrun.
I Västerhavet blir blåtonat rödblad betydligt större och har en stjälk- och en bladdel som är uppdelad i många flikar vilket gör att den får en solfjädersform.
I Sverige finns blåtonat rödblad längs kusten upp till Ålands hav. Den förekommer på lite större djup tillsammans med andra rödalger som kilrödblad, rödris och kräkel. I Östersjön hittas den ofta lösliggande, intrasslad bland blåmusslors byssustrådar.